# Боровик, Александр Григорьевич
Алекса́ндр Григо́рьевич Борови́к (укр. Олександр Григорович Боровик; 20 ноября 1938 — 6 октября 2018) — украинский хозяйственный и политический деятель. Герой Социалистического Труда (1981). Герой Украины (2002).

## Биография
Родился 20 ноября 1938 года в селе Свердловка Коропского района Черниговской области. Украинец.
Окончил Украинскую сельскохозяйственную академию в 1973 году, агроном.

### Трудовая деятельность
- С июля 1954 года по январь 1955 года — колхозник колхоза «Авангард» (село Свердловка Коропского района Черниговской области).
- С января 1955 года по январь 1956 года — ученик школы механизации сельского хозяйства в селе Дегтяри Варвинского района Черниговской области.
- С января 1956 года по октябрь 1957 года — тракторист Авдеевской машинно-тракторной станции Сосницкого района Черниговской области.
- С октября 1957 года по декабрь 1959 года — служил в Советской Армии (г. Воркута, Коми АССР).
- С декабря 1959 года по март 1965 года — комбайнёр, бригадир тракторной бригады колхоза «Авангард».
- С марта 1965 года по февраль 1967 года — механик колхоза «Авангард».
- С февраля 1967 года — председатель колхоза «Авангард», позже — генеральный директор производственно-научного селекционного центра мясо-молочного животноводства «Авангард»[1].

### Политическая деятельность
- До 1991 года — член КПСС.
- С 1990 года — председатель Совета колхозов Украинской ССР (с 16 декабря 1992 года — Всеукраинский совет коллективных сельскохозяйственных предприятий; с февраля 2001 — Всеукраинский союз сельскохозяйственных предприятий[2]).
- В 1992—1996 годах — член Сельской партии Украины (СелПУ), член Высшего совета, член президиума СелПУ.
- В 1994—1998 годах — народный депутат Украины 2-го созыва.
- В 1996 году возглавил инициативную группу по созданию Аграрной партии Украины, в 1996—1999 годах — заместитель председателя Аграрной партии Украины.
- В 1999—2001 годах — член Комиссии по вопросам аграрной политики при Президенте Украины.

### Семья
- Отец — Григорий Алексеевич (1907—1943), колхозник, погиб на фронте Великой Отечественной войны.
- Мать — Мария Лазаревна (1913—1963), колхозница.
- Жена — Александра Григорьевна (род. 1940), пенсионерка.
- Сын — Владимир (род. 1961), экономист, заместитель председателя сельскохозяйственного предприятия «Авангард».

## Награды
- Герой Социалистического Труда (1981).
- Герой Украины (с вручением ордена Державы, 13 ноября 2002).
- Награждён орденами Ленина (1971, 1981), орденом князя Ярослава Мудрого V степени (1998)[3].
- Заслуженный работник сельского хозяйства Украины.
- Почётный член Украинской академии аграрных наук (Отделение региональных центров научного обеспечения агропромышленного производства, март 2001).